# Lista de premiações especiais do Miss USA
As tabelas seguintes mostram as vencedoras das premiações especiais obtidas no concurso Miss USA.

## Atuais Premiações

### Miss Simpatia
A primeira premiação específica de Miss Simpatia para o concurso Miss USA foi concedida em 1965. Antes disso, a premiação poderia ser vencida tanto por candidatas do Miss USA ou Miss Universo pelo fato de ambos os concursos serem então realizados conjuntamente. Esta é a única premiação votada entre as próprias candidatas. O nome da premiação mudou várias vezes com o passar dos anos, e ficou conhecido como "Miss Unidade" e "Miss Amizade". A atual definição da premiação é aquela que "reflete o respeito e admiração do conjunto das candidatas, as quais votaram na participante mais simpática, carismática e inspiracional."
Até 2010, Vermont recebeu mais prêmios (cinco), enquanto Minnesota, Montana e Wyoming tem cada um três prêmios. Apenas uma vencedora do Miss USA, Chelsi Smith (1995), também foi votada Miss Simpatia, enquanto três finalistas receberam esta premiação.
(*) mostra as vencedoras do Miss Simpatia durante os anos em que a premiação foi oferecida tanto para candidatas do Miss USA ou Miss Universo
| Ano        | Vencedora                                        | Estado                                           | Classificação no MUSA                            | Notas |
| ---------- | ------------------------------------------------ | ------------------------------------------------ | ------------------------------------------------ | --- |
| 1952*      | PREMIAÇÃO VENCIDA POR CANDIDATA AO MISS UNIVERSO | PREMIAÇÃO VENCIDA POR CANDIDATA AO MISS UNIVERSO | PREMIAÇÃO VENCIDA POR CANDIDATA AO MISS UNIVERSO | PREMIAÇÃO VENCIDA POR CANDIDATA AO MISS UNIVERSO                                                                                                   |
| 1953*      | Jeanne Thompson                                  | Louisiana                                        | Semi-finalista                                   | Anteriormente Miss Louisiana 1951 e Miss Louisiana USA 1952; 2ª colocada no Miss USA 1952; única mulher a competir duas vezes no concurso Miss USA |
| 1954-1959* | PREMIAÇÃO VENCIDA POR CANDIDATA AO MISS UNIVERSO | PREMIAÇÃO VENCIDA POR CANDIDATA AO MISS UNIVERSO | PREMIAÇÃO VENCIDA POR CANDIDATA AO MISS UNIVERSO | PREMIAÇÃO VENCIDA POR CANDIDATA AO MISS UNIVERSO                                                                                                   |
| 1960*      | Judy Fletcher (empate)                           | Louisiana                                        | Semi-finalista                                   | empatou com Myint Myint May de Burma ao vencer o prêmio                                                                                            |
| 1961-1963* | PREMIAÇÃO VENCIDA POR CANDIDATA AO MISS UNIVERSO | PREMIAÇÃO VENCIDA POR CANDIDATA AO MISS UNIVERSO | PREMIAÇÃO VENCIDA POR CANDIDATA AO MISS UNIVERSO | PREMIAÇÃO VENCIDA POR CANDIDATA AO MISS UNIVERSO                                                                                                   |
| 1964*      | Jeanne Venables                                  | Califórnia                                       | Semi-finalista                                   | |
| 1965       | Elizabeth Carroll (empate)                       | Minnesota                                        | Semi-finalista                                   | |
| 1965       | Bonnie Perkins (empate)                          | Tennessee                                        |                                                  | |
| 1966       | Linda Leafdale                                   | Wyoming                                          |                                                  | |
| 1967       | Sandra Baldwin                                   | Idaho                                            | Semi-finalista                                   | |
| 1968       | Julia Pinkley                                    | Kentucky                                         |                                                  | |
| 1969       | Mary Verdiana                                    | Vermont                                          | 2ª colocada                                      | |
| 1970       | Diane Swendeman                                  | Texas                                            | Top 15                                           | |
| 1971       | Diane Knaub                                      | Colorado                                         |                                                  | |
| 1972       | Peggy Moore                                      | Utah                                             |                                                  | |
| 1973       | Kiki Kirkland                                    | Carolina do Sul                                  |                                                  | |
| 1974       | Donna Thornton                                   | Vermont                                          |                                                  | |
| 1975       | Constance Crabtree                               | Vermont                                          |                                                  | |
| 1976       | Connie Clark (empate)                            | Kentucky                                         |                                                  | |
| 1976       | Dorothy Westphal (empate)                        | Dakota do Sul                                    |                                                  | |
| 1977       | Linda LeFevre                                    | Flórida                                          |                                                  | |
| 1978       | Nancy Wierzbicki                                 | Vermont                                          |                                                  | |
| 1979       | Pam Williams                                     | Wyoming                                          |                                                  | |
| 1980       | Robbin English                                   | Montana                                          |                                                  | |
| 1981       | Cynthia Kirby                                    | Califórnia                                       | 4ª colocada                                      | Também Miss Fotogenia |
| 1982       | Toni McFadden                                    | Alaska                                           |                                                  | |
| 1983       | Dana Ruth Mintzer                                | Iowa                                             |                                                  | |
| 1984       | Diane Gadoury                                    | New Hampshire                                    |                                                  | |
| 1985       | Martha Browning                                  | Tennessee                                        |                                                  | |
| 1986       | Lisa Summerour-Perry                             | Nova Jersey                                      |                                                  | |
| 1987       | Lori Lynn Dickerson                              | Califórnia                                       |                                                  | |
| 1988       | Elva Anderson                                    | Distrito de Columbia                             |                                                  | |
| 1989       | Kimberly Nicewonder                              | Virgínia                                         |                                                  | |
| 1990       | Janet Tveita                                     | Minnesota                                        |                                                  | |
| 1991       | Charlotte Ray                                    | Nova Jersey                                      | 2ª colocada                                      | |
| 1992       | Alesia Prentiss                                  | Nevada                                           |                                                  | |
| 1993       | Stacey Blaine                                    | Massachusetts                                    |                                                  | |
| 1994       | Denise White                                     | Oregon                                           |                                                  | |
| 1995       | Chelsi Smith                                     | Texas                                            | Miss USA 1995                                    | MISS UNIVERSO 1995 |
| 1996       | Ku'ualoha Taylor                                 | Havaí                                            |                                                  | |
| 1997       | Napiera Groves                                   | Distrito de Columbia                             |                                                  | |
| 1998       | Vera Morris                                      | Carolina do Norte                                |                                                  | |
| 1999       | Cara Jackson                                     | Arizona                                          |                                                  | |
| 2000       | Michele Kaplan                                   | Havaí                                            |                                                  | |
| 2001       | Monica Palumbo                                   | Carolina do Norte                                |                                                  | |
| 2002       | Meredith McCannel                                | Montana                                          |                                                  | |
| 2003       | Breann Parriott                                  | Washington                                       |                                                  | |
| 2004       | Michelle Fongemie                                | Vermont                                          |                                                  | |
| 2005       | Melissa Young                                    | Wisconsin                                        |                                                  | |
| 2006       | Dottie Cannon                                    | Minnesota                                        |                                                  | |
| 2007       | Stephanie Trudeau                                | Montana                                          |                                                  | |
| 2008       | Monica Day                                       | Ohio                                             |                                                  | |
| 2009       | Cynthia Pate                                     | Wyoming                                          |                                                  | |
| 2010       | Belinda Wright                                   | Nebraska                                         | Top 15                                           | |

### Miss Fotogenia
Assim como o Miss Simpatia, a primeira premiação de Miss Fotogenia específica para o concurso Miss USA foi concedida em 1965. Até então, a premiação poderia ser vencida tanto por candidatas do Miss USA ou Miss Universo. A vencedora da premiação foi inicialmente escolhida pela imprensa, no entanto essa votação mudou para o voto pela Internet no final dos anos 1990. A mais recente definição do prêmio Miss Fotogenia é aquela que define "beleza por trás da lente da câmera".
O Estado mais bem sucedido até 2010 é a Virginia, que ganhou seis prêmios. Os outros Estados mais bem sucedidos são Louisiana e Texas, empatados com quatro, seguidos por Alabama e Califórnia com três.
Coincidentemente, Califórnia (1966 e 1992) e Louisiana (1961 e 1996) tem duas vencedoras do Miss USA também votadas como Miss Fotogenia, mais do que qualquer outro Estado que venceu o prêmio e o título. Virginia tem uma única outra vencedora do Miss USA/Miss Fotogenia (1970).
(*) mostra as vencedoras do Miss Fotogenia durante os anos em que o prêmio foi oferecido tanto para candidatas do Miss USA ou Miss Universo
| Ano        | Vencedora                                        | Estado                                           | Classificação no MUSA                            | Notas |
| ---------- | ------------------------------------------------ | ------------------------------------------------ | ------------------------------------------------ | --- |
| 1952-1955  | NÃO HOUVE PREMIAÇÃO                              | NÃO HOUVE PREMIAÇÃO                              | NÃO HOUVE PREMIAÇÃO                              | NÃO HOUVE PREMIAÇÃO |
| 1956-1960* | PREMIAÇÃO VENCIDA POR CANDIDATA AO MISS UNIVERSO | PREMIAÇÃO VENCIDA POR CANDIDATA AO MISS UNIVERSO | PREMIAÇÃO VENCIDA POR CANDIDATA AO MISS UNIVERSO | PREMIAÇÃO VENCIDA POR CANDIDATA AO MISS UNIVERSO |
| 1961*      | Sharon Brown                                     | Louisiana                                        | Miss USA 1961                                    | venceu a premiação quando foi eleita Miss USA como Miss Louisiana USA 1961, competiu imediatamente no Miss Universo como Miss USA ficando em 5º lugar |
| 1962-1964* | PREMIAÇÃO VENCIDA POR CANDIDATA AO MISS UNIVERSO | PREMIAÇÃO VENCIDA POR CANDIDATA AO MISS UNIVERSO | PREMIAÇÃO VENCIDA POR CANDIDATA AO MISS UNIVERSO | PREMIAÇÃO VENCIDA POR CANDIDATA AO MISS UNIVERSO |
| 1965       | Cheryl Semrad                                    | Oklahoma                                         | Semi-finalista                                   | |
| 1966       | Maria Remenyi                                    | Califórnia                                       | Miss USA 1966                                    | |
| 1967       | Elizabeth Kallmyer                               | Virginia                                         | Semi-finalista                                   | |
| 1968       | Kathy Hebert                                     | Louisiana                                        |                                                  | |
| 1969       | Susan Hawkins                                    | Colorado                                         |                                                  | |
| 1970       | Deborah Shelton                                  | Virgínia                                         | Miss USA 1970                                    | |
| 1971       | Brenda Miller                                    | Virgínia                                         | Semi-finalista                                   | |
| 1972       | Susan Peters                                     | Texas                                            |                                                  | |
| 1973       | Janice Geiler                                    | Nebraska                                         | Semi-finalista                                   | |
| 1974       | Barbara Cooper                                   | Nova York                                        | 2ª colocada                                      | |
| 1975       | Pamela Flowers                                   | Alabama                                          | 2ª colocada                                      | |
| 1976       | Liz Wickersham                                   | Geórgia                                          | Semi-finalista                                   | |
| 1977       | Elizabeth Curran                                 | Illinois                                         |                                                  | |
| 1978       | Suzanna Timberlake                               | Tennessee                                        |                                                  | |
| 1979       | Michele Sandoval                                 | Novo Mexico                                      |                                                  | |
| 1980       | Jineane Marie Ford (empate)                      | Arizona                                          | 2ª colocada                                      | |
| 1980       | Elizabeth Thomas (empate)                        | Ohio                                             |                                                  | |
| 1981       | Cynthia Kerby                                    | Califórnia                                       | 4ª colocada                                      | Também Miss Simpatia |
| 1982       | Sandra Dee Jones                                 | Virgínia                                         | Semi-finalista                                   | |
| 1983       | Lisa Allred                                      | Texas                                            | 2ª colocada                                      | |
| 1984       | Laura Shaw                                       | Texas                                            |                                                  | |
| 1985       | Robin Kay Overby                                 | Kentucky                                         |                                                  | |
| 1986       | Beth King                                        | Wyoming                                          | Semi-finalista                                   | |
| 1987       | Sophia Bowen                                     | Geórgia                                          | 5ª colocada                                      | |
| 1988       | Rowanne Brewer                                   | Maryland                                         | Semifinalista                                    | |
| 1989       | Elizabeth Primm                                  | Louisiana                                        | 4ª colocada                                      | |
| 1990       | Stephanie Teneyck                                | Mississippi                                      | Semi-finalista                                   | |
| 1991       | Pat Arnold                                       | Carolina do Norte                                | Finalista                                        | |
| 1992       | Shannon Marketic                                 | Califórnia                                       | Miss USA 1992                                    | |
| 1993       | Kelly Hu                                         | Havaí                                            | Finalista Top 5                                  | Anteriormente Miss Hawaii Teen USA 1985 e Miss Teen USA 1985                                                                                          |
| 1994       | Patricia Southall                                | Virgínia                                         | 2ª colocada                                      | |
| 1995       | Nichole Holmes                                   | Illinois                                         | 3ª colocada                                      | |
| 1996       | Ali Landry                                       | Louisiana                                        | Miss USA 1996                                    | Anteriormente Miss Louisiana Teen USA 1990 |
| 1997       | Audra Wilks                                      | Virginia                                         |                                                  | Anteriormente Miss Virginia Teen USA 1988 |
| 1998       | Sonja Glenn                                      | Carolina do Sul                                  |                                                  | |
| 1999       | Elyzabeth Pham                                   | Wisconsin                                        |                                                  | |
| 2000       | Paige Swenson                                    | Minnesota                                        |                                                  | Anteriormente Miss Minnesota Teen USA 1994 |
| 2001       | Katee Doland                                     | Colorado                                         |                                                  | |
| 2002       | Shannon Ford                                     | Florida                                          |                                                  | |
| 2003       | Sarah Cahill                                     | Minnesota                                        |                                                  | Anteriormente Miss Minnesota Teen USA 1996 |
| 2004       | Jennifer Sherrill                                | Arkansas                                         |                                                  | |
| 2005       | Tyler Willis                                     | Texas                                            | Top 15                                           | |
| 2006       | Cristin Duren                                    | Florida                                          | 5ª colocada                                      | Primeira mulher a vencer o Miss Fotogenia tanto no Miss Teen USA (1997) como no Miss USA (anteriormente Miss Florida Teen USA 1997)                   |
| 2007       | Rebecca Moore                                    | Alabama                                          |                                                  | |
| 2008       | Courtney Carroll                                 | Alaska                                           |                                                  | |
| 2009       | Jessi Pierson                                    | Virgínia Ocidental                               | Top 10                                           | |
| 2010       | Audrey Moore                                     | Alabama                                          | Top 10                                           | |

## Antigas premiações

### Melhor traje típico estadual
A primeira premiação de Melhor Traje Típico Estadual foi concedida em 1962. Não é concedida desde 1994.
O Estado mais bem sucedido foi o Alasca, com quatro prêmios. Os outros Estados mais bem-sucedidos foram Arizona, Illinois e Texas, empatados com três, seguidos de Ohio, Oregon e Carolina do Sul com dois.
| Ano       | Vencedora                | Estado          | Classificação no MUSA | Notas                                                                                  |
| --------- | ------------------------ | --------------- | --------------------- | -------------------------------------------------------------------------------------- |
| 1952-1961 | SEM PREMIAÇÃO            | SEM PREMIAÇÃO   | SEM PREMIAÇÃO         | SEM PREMIAÇÃO                                                                          |
| 1962      | Joyce Collin             | Oregon          | Top 16 semifinalista  |                                                                                        |
| 1963      | Linda England            | Flórida         |                       |                                                                                        |
| 1964      | Pat Kerr                 | Tennessee       |                       |                                                                                        |
| 1965      | Carla Sullivan           | Alaska          |                       |                                                                                        |
| 1966      | Nancy Self               | Nova York       | Top 15 semifinalista  |                                                                                        |
| 1967      | Maureen Bassett          | Oregon          | Top 15 semifinalista  |                                                                                        |
| 1968      | Suzanne Fromm            | Califórnia      | Top 15 semifinalista  |                                                                                        |
| 1969      | Linda Louise Rowley      | Alaska          |                       |                                                                                        |
| 1970      | Vickie Lynn Chesser      | Carolina do Sul | 2ª colocada           |                                                                                        |
| 1971      | Katherine Hartman        | Alaska          |                       |                                                                                        |
| 1972      | Patricia Lane            | Alaska          | Top 12 semifinalista  |                                                                                        |
| 1973      | Lavon McConnell (empate) | Texas           | Top 12 semifinalista  |                                                                                        |
| 1973      | Diane Modrow (empate)    | Wisconsin       |                       |                                                                                        |
| 1974      | Charlesy Gulick          | Kentucky        |                       |                                                                                        |
| 1975      | Gayla Bryan              | Oklahoma        |                       |                                                                                        |
| 1976      | Virginia Murray          | Carolina do Sul | 4ª colocada           |                                                                                        |
| 1977      | Kimberly Tomes           | Texas           | Miss USA 1977         | Top 12 semifinalista no Miss Universo 1977.                                            |
| 1978      | Barbra Horan             | Texas           | 3ª colocada           |                                                                                        |
| 1979      | Debra Niego              | Illinois        | 4ª colocada           |                                                                                        |
| 1980      | Elizabeth Kim Thomas     | Ohio            |                       | Também venceu Miss Fotogenia.                                                          |
| 1981      | Joann Savery             | Massachusetts   |                       |                                                                                        |
| 1982      | Kim Ann Weeda            | Ohio            | 4ª colocada           |                                                                                        |
| 1983      | Julie Page               | Pensilvânia     | Top 12 semifinalista  |                                                                                        |
| 1984      | Daria Sparling           | Arizona         |                       |                                                                                        |
| 1985      | Michelle Ducote          | Arizona         | Top 10 semifinalista  |                                                                                        |
| 1986      | Tricia Bach              | Ilinois         | Top 10 semifinalista  |                                                                                        |
| 1987      | Kriston Gayle Killgore   | Novo México     | Top 11 semifinalista  |                                                                                        |
| 1988      | Lagracella Omran         | Nevada          |                       |                                                                                        |
| 1989      | Kelly Holub              | Illinois        | Top 10 semifinalista  |                                                                                        |
| 1990      | SEM PREMIAÇÃO            | SEM PREMIAÇÃO   | SEM PREMIAÇÃO         | SEM PREMIAÇÃO                                                                          |
| 1991      | Maricarroll Verlinde     | Arizona         | Top 11 semifinalista  |                                                                                        |
| 1992      | Heather Gray             | Indiana         |                       |                                                                                        |
| 1993      | Tavia Shackles           | Kansas          | 3ª colocada           | Anteriormente Miss Missouri Teen USA 1990; Top 12 semifinalista no Miss Teen USA 1990. |

### Melhor em traje de banho
- Esta premiação foi oferecida primeiramente em 1992 e 1993 pela Catalina. Entre 1994 e 1998 pela Jantzen. Em 1999 e 2000 pela Speedo. Em 2001 pela Pieces from Bikini.com e em 2002 pela Bluepoint. Desde 2002, não foi mais concedida.

| Ano  | Vencedora           | Estado          | Classificação no MUSA | Notas                                                                    |
| ---- | ------------------- | --------------- | --------------------- | ------------------------------------------------------------------------ |
| 1992 | Candace Brown       | Alabama         | 2ª colocada           |                                                                          |
| 1993 | Erin Nance          | Geórgia         | 2ª colocada           | Anteriormente Miss Georgia Teen USA 1988                                 |
| 1994 | Patricia Southall   | Virgínia        | 2ª colocada           |                                                                          |
| 1995 | Chelsi Smith        | Texas           | MISS USA 1995         | MISS UNIVERSO 1995                                                       |
| 1996 | Danielle Boatwright | Kansas          | 1st Runner-up         | Anteriormente Miss Kansas Teen USA 1992                                  |
| 1997 | Angelia Savage      | Flórida         | Finalista Top 6       |                                                                          |
| 1998 | Shawnae Jebbia      | Massachusetts   | MISS USA 1998         |                                                                          |
| 1999 | Lauren Poppell      | Carolina do Sul | Finalista Top 5       | Anteriormente Miss South Carolina Teen USA 1993                          |
| 1999 | Angelique Breaux    | Califórnia      | 3ª colocada           | Seria eleita Miss World USA 2000 (Semi-Finalista no concurso Miss Mundo) |
| 2000 | Lynnette Cole       | Tennessee       | MISS USA 2000         | Anteriormente Miss Tennessee Teen USA 1995                               |
| 2001 | Larissa Meek        | Missouri        | Finalista Top 5       | Anteriormente Miss Missouri Teen USA 1997                                |
| 2002 | Lanore Vanburen     | Minnesota       | 4ª colocada           |                                                                          |

### Premiação em Estilo
- Esta premiação foi oferecida primeiramente em 1995 pela Vibrance pelo Melhor Senso de Hair Style. A premiação foi oferecida pela Finesse Shampoo em 1996, não foi oferecida em 1997 e 1998. Entre 1999 e 2001 a premiação foi apresentada pela Clairol Shampoo. Desde 2001, não foi mais realizada.

| Ano       | Vencedora          | Estado        | Classificação no MUSA | Notas |
| --------- | ------------------ | ------------- | --------------------- | ----- |
| 1995      | Lynn Vesnefski     | Havaí         |                       |       |
| 1996      | Becca Lee          | Tennessee     | 3ª colocada           |       |
| 1997-1998 | SEM PREMIAÇÃO      | SEM PREMIAÇÃO | SEM PREMIAÇÃO         |       |
| 1999      | Kellie Lightbourne | Virgínia      | Semi-Finalista        |       |
| 2000      | Kristin Ludecke    | Flórida       |                       |       |
| 2001      | Megan Gunning      | Maryland      |                       |       |